# Spreuerhofstraße
Spreuerhofstraße – ulica położona w Reutlingen, w kraju związkowym Badenia-Wirtembergia w Niemczech. Jest oficjalnie wpisana do Księgi rekordów Guinnessa jako najwęższa ulica na świecie (choć niektóre źródła tytuł ten przypisują Parliament Street) i zarejestrowana w urzędowym spisie gruntów jako Ulica Miejska Numer 77. Jej szerokość wynosi od 31 cm w najwęższym punkcie do 50 cm w najszerszym. Ulica została zbudowana w 1727 podczas odbudowy miasta, które strawił wielki pożar w 1726. Odbudowa przebiegała w szybkim tempie, lecz bez koncepcji, w wyniku czego nowo wybudowane budynki pozostawiały miejsce jedynie na wąskie uliczki.